# 弘强
弘强（1953年11月—），女，河北行唐人。1972年3月参加工作，1975年12月加入中国共产党，华中工学院（现华中科技大学）电子工程系无线电元件与材料专业毕业，大学普通班学历，中央党校大学学历。中共第十八届中央纪委委员。
历任中共吉安市委常委、市委组织部部长，南昌市委常委、市委组织部部长、市委副书记，中共江西省委组织部副部长，江西省人大常委会选举任免联络工作委员会主任，中共吉安市委书记、中共江西省委组织部部长等职。2006年12月，任中共江西省委常委，仍兼任省委组织部部长。
2009年12月，任中共江苏省委常委、省纪委书记。2016年10月，不再擔任中共江蘇省委常委、省紀委書記。2017年2月22日，当选为江苏省见义勇为基金会理事长。